# Lorenzo Nicolás Celada
Lorenzo Nicolás Celada y Quintana (Madrid, 1860-Madrid, 1912) fue un periodista español.

## Biografía
Nacido el 4 de mayo de 1860 en Madrid, se dedicó al periodismo desde 1882. Desempeñó cargos de naturaleza administrativa en destinos coloniales como Fernando Poo y Filipinas. Perteneció a las redacciones de El País, El Veloz Sport, Heraldo de Madrid, La Iberia, El Comercio de Manila, Agencia Fabra y El Noticiero Sevillano. Dirigió El Nuevo Fígaro y el periódico de salones Hige Liffe. Fue corresponsal de varios periódicos asturianos, como La Crónica de Luarca y El Oriente de Asturias, de Llanes, además de colaborador de distintas publicaciones periódicas de España y América. Celada, que en 1902 fundó en Madrid el periódico Redención, órgano socialista-conservador, falleció en Madrid hacia finales de diciembre de 1912.